# Limusaurus

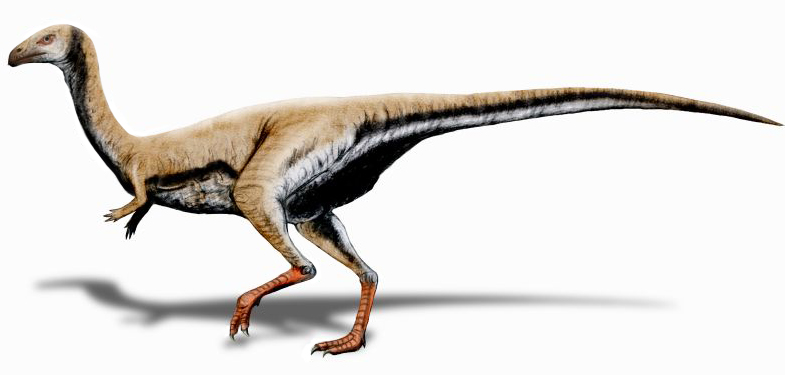
Künstlerische Lebenddarstellung

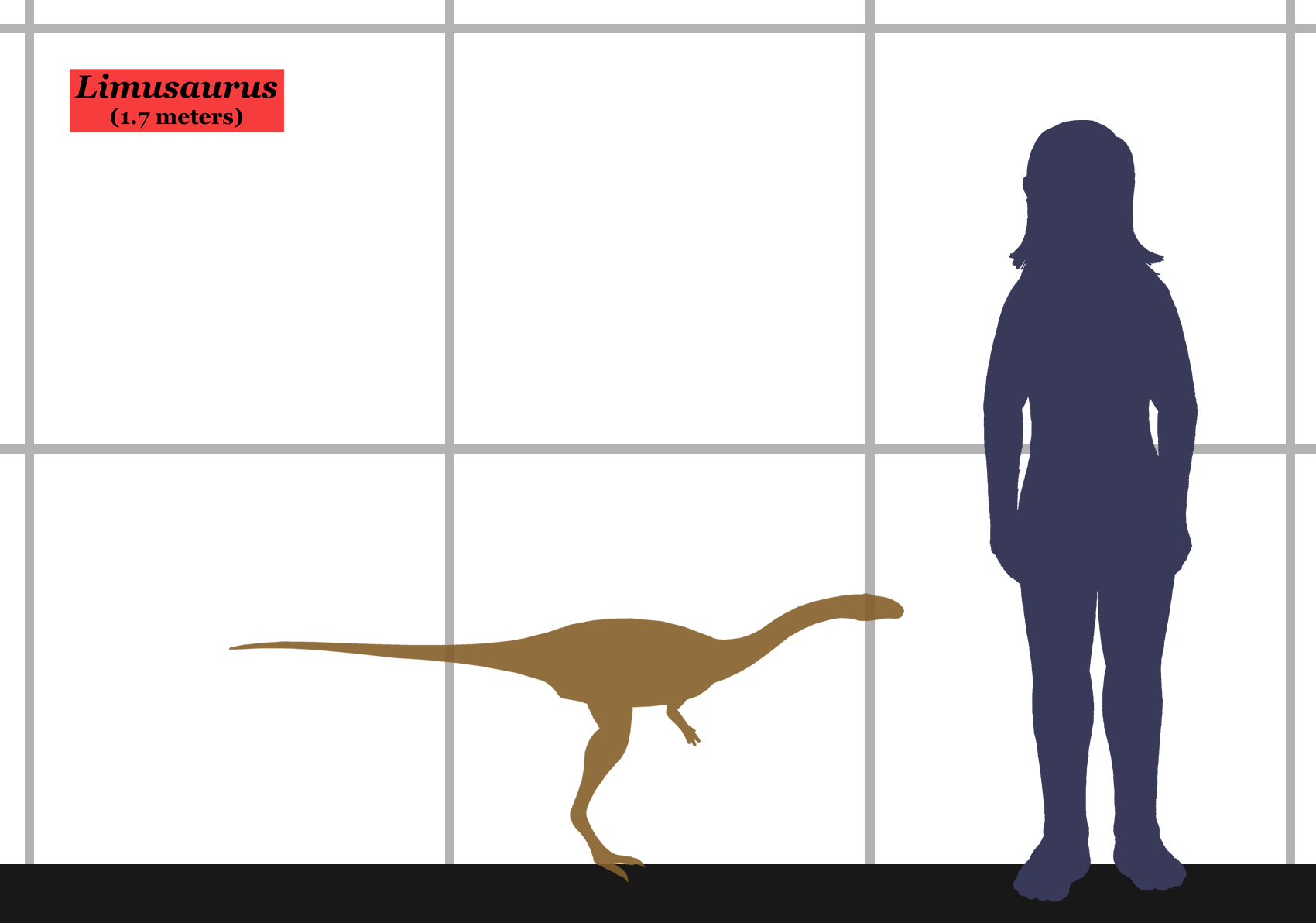
Vergleich zwischen einem Menschen und Limusaurus.

Limusaurus ist eine Gattung von Dinosauriern aus der Gruppe der Ceratosauria innerhalb der Theropoden. Bisher sind fragmentarische bis vollständige Skelette von mindestens 15 Exemplaren gefunden worden, die aus dem Oberjura von Xinjiang in China stammen. Limusaurus war ein etwa 1,7 Meter langer, zweibeinig laufender Pflanzenfresser, der sich durch zahnlose Kiefer auszeichnete, die in einen Schnabel mündeten. Es handelt sich um den bisher einzigen bekannten Vertreter der Ceratosaurier, der nicht überwiegend fleischfressend war. Limusaurus wurde 2009 mit der einzigen Art, Limusaurus inextricabilis, erstmals wissenschaftlich beschrieben.
Für wissenschaftlichen Disput sorgte insbesondere die Anatomie der fünfstrahligen Hand dieses Tieres, die einen stark reduzierten ersten Finger zeigt. Dieser könnte darauf hinweisen, dass die typische dreistrahlige Hand der fortgeschritteneren Theropoden durch Reduktion des ersten und fünften Strahls entstand, und nicht, wie bisher angenommen, durch Reduktion des vierten und fünften Strahls. Sollte sich diese Hypothese bewahrheiten, bestünde die dreistrahlige Hand fortgeschrittener Theropoden aus den Fingern 2, 3 und 4, was der Konstellation entspricht, wie sie heutige Vögel aufweisen.

## Beschreibung
Limusaurus war ein relativ kleiner Ceratosaurier. Das Holotyp-Exemplar wird auf eine Länge von 1,7 Metern geschätzt; ein anderes Exemplar war um 15 % größer. Bei beiden Exemplaren handelte es sich um junge erwachsene Tiere, worauf die Verschmelzung der Knochensuturen hinweist. Im Unterschied zu allen anderen bekannten Ceratosauriern waren die Kiefer zahnlos und endeten in einem voll entwickelten Schnabel (Rhamphotheca) – dieses Merkmal war bisher nur von einigen Coelurosauriern bekannt. Der Schädel war kürzer als bei anderen Ceratosauriern und nur halb so lang wie der Oberschenkelknochen (Femur).  Die Arme waren kurz, wie für Ceratosaurier typisch. Die Beine hingegen waren relativ lang, wobei Unterschenkel und Fuß zusammen etwa 120 bis 130 % der Länge des Oberschenkelknochens ausmachen. Derartige, auf ein schnelles Laufen ausgelegte Beinproportionen sind ebenfalls bei einigen Coelurosauriern vorhanden, und haben sich bei letzteren und Limusaurus vermutlich unabhängig voneinander entwickelt (konvergente Evolution). Weitere einzigartige Merkmale schließen das breite und kurze Nasenbein (Nasale), das nur einen Drittel der Länge des Schädeldaches ausmacht, sowie die sehr kurze erste Zehe mit ein. Letztere hat wie bei anderen Theropoden den Boden nicht berührt und hatte bei Limusaurus lediglich 17 % der Länge des dritten Mittelfußknochens.

## Paläobiologie
Limusaurus ist der bisher einzige bekannte pflanzenfressende Theropode außerhalb der Coelurosauria. Auf eine pflanzenfressende Ernährung deuten der kleine Kopf, der lange Hals, die zahnlosen Kiefer sowie Anhäufungen kleiner, gerundeter Steine, die in der Bauchregion der Skelette entdeckt wurden und als Gastrolithe (Magensteine) interpretiert werden. Gastrolithe dienen im Magen heutiger pflanzenfressender Vögel zur Zerkleinerung der Nahrung. Der Körperbau von Limusaurus – insbesondere der kleine Kopf mit den zahnlosen Kiefern und den großen Augenhöhlen, der lange Hals und die langen Hinterbeine – weist deutliche Ähnlichkeiten mit zwei nur entfernt verwandten Gruppen auf, den Shuvosauridae und den Ornithomimosauria. Diese Parallelen deuten auf die Besetzung ähnlicher ökologischer Nischen dieser nicht näher verwandten Tiere und gelten als Beispiel für konvergente Evolution.

## Kontroverse zur Evolution der Vogelhand
Fortgeschrittene Theropoden, ebenso wie heutige Vögel, besitzen drei Finger, während ursprüngliche Theropoden noch fünf Finger besaßen. Die dreistrahlige Theropoden-Hand hat sich laut Lehrmeinung aus einer lateralen Reduktion der Finger gebildet: Der fünfte und der vierte Finger haben sich zurückgebildet, wodurch nur der erste, der zweite und der dritte Finger bestehen blieben. Diese Hypothese basiert auf anatomischen Merkmalen der Fingerglieder, die sich sowohl bei der ursprünglichen, fünfstrahligen Hand als auch bei der moderneren, dreistrahligen Hand beobachten lassen. Die Hand heutiger Vögel besteht jedoch aus dem zweiten, dritten und vierten Finger, worauf Studien an Vogelembryonen schließen lassen: Die primordalen Fingeransätze dieser Embryonen zeigen noch das ursprüngliche, fünfstrahlige Muster, wobei sich die drei Finger aus den mittleren dreien dieser Ansätze entwickeln.
Limusaurus weist einen stark reduzierten ersten Finger auf, was eine bilaterale (zweiseitige) Reduktion der Finger anzeigt, bei der sich der erste und der fünfte Finger zurückbildeten, wobei die Finger 2, 3 und 4 die längsten waren. Diese Entdeckung könnte darauf hinweisen, dass die Hand der moderneren Theropoden sowie der Vögel durch bilaterale Reduktion entstand, und dass es sich bei den drei Fingern tatsächlich um den zweiten, dritten und vierten Finger handelte, und nicht um den ersten, zweiten und dritten Finger. Diese Hypothese der bilateralen Reduktion wurde bereits von Thulborn und Hamley (1982) aufgestellt, fand in Wissenschaftskreisen jedoch wenig Beachtung. Nach dieser Hypothese wäre der scheinbare Widerspruch zwischen der Finger-Identität der Theropoden und der Vögel behoben.

## Entdeckungsgeschichte und Namensgebung
Fossilien von Limusaurus stammen aus der Shishugou-Formation (Wucaiwan-Gebiet) im Junggar-Becken des chinesischen Autonomen Gebiets Xinjiang. Bisher wurden die Skelette von mindestens 15 Limusaurus-Individuen entdeckt, die teilweise bis vollständig erhalten und größtenteils artikuliert (in ursprünglichen anatomischem Verbund) gefunden wurden. Die Skelette sind in senkrechter Lage, eingebettet in mehreren kleinen, 1 bis 2 Meter tiefen Gruben, vorgefunden worden, die mit einem deformierten Mudstone („Schlammstein“) ausgefüllt sind. Forscher vermuten, dass es sich bei diesen Gruben um Trittsiegel von sehr großen Sauropoden handelt, wie beispielsweise Mamenchisaurus. Die Sauropoden, die über eine wassergesättigte Ebene wateten und teilweise im Boden einsanken, hätten den Boden verflüssigt, sodass kleine Theropoden stecken blieben und einsanken.
Limusaurus wurde 2009 von Xu Xing und Kollegen in der Fachzeitschrift Nature erstmals wissenschaftlich beschrieben. Die Erstbeschreibung basiert auf einem fast vollständigen Skelett (Holotyp, Exemplarnummer IVPP V 15923) sowie einem weiteren, schädellosen Skelett (Exemplarnummer IVPP V 15924). Der Name Limusaurus inextricabilis (lat. limus – „Schlamm“, saurus – „Echse“, inextricabilis – „unfähig, sich zu befreien“) bedeutet so viel wie „Schlammechse, die sich nicht befreien kann“. Der Name weist auf den Umstand hin, dass die Tiere im Schlamm steckenblieben und verendeten.

## Systematik
Limusaurus war ein basaler Ceratosaurier. Xu Xing (2009) fasst Limusaurus und Elaphrosaurus, ein Ceratosauria aus der Tendaguru-Formation, zu einer gemeinsamen Klade zusammen. Gemeinsamkeiten mit Elaphrosaurus sind der lange, für Ceratosauria eher untypische Hals, der schlanke, grazile und hochbeinige Körper, doch war Limusaurus deutlich kleiner als Elaphrosaurus.
|  | Limusaurus    |
|  |               |
|  | Elaphrosaurus |
|  |               |

|  | Ceratosaurus   |
|  |                |
|  | Abelisauroidea |
|  |                |

|  | Limusaurus    |
|  |               |
|  | Elaphrosaurus |
|  |               |

|  | Ceratosaurus   |
|  |                |
|  | Abelisauroidea |
|  |                |